# Lapoș, Prahova
Lapoș 9mai vechi, Lapoșu) este satul de reședință al comunei cu același nume din județul Prahova, Muntenia, România.
Așezarea este atestată documentar în 1607.